# زيردة قنات بهرام بيغي (باتاوة)
زيردة قنات بهرام بيغي (بالفارسية: زیرده قنات بهرام بیگی) هي قرية تقع في إيران في قسم باتاوة الريفي. يقدر عدد سكانها بـ 56 نسمة بحسب إحصاء 2016.